# Castets et Castillon
Castets et Castillon ist eine französische Gemeinde im Département Gironde in der Region Nouvelle-Aquitaine mit 1.539 Einwohnern (Stand: 1. Januar 2022). Sie gehört zum Arrondissement Langon und zum Kanton Le Sud-Gironde.
Zum 1. Januar 2017 wurde Castets et Castillon als Commune nouvelle aus den Gemeinden Castets-en-Dorthe und Castillon-de-Castets gebildet. Der Verwaltungssitz befindet sich in Castets-en-Dorthe.

## Geografie
Castets et Castillon liegt etwa 45 Kilometer südöstlich von Bordeaux an der Garonne und am Canal latéral à la Garonne, der hier in den Fluss einmündet. Umgeben wird Castets et Castillon von den Nachbargemeinden Saint-Martin-de-Sescas im Norden und Nordwesten, Caudrot im Norden, Barie im Norden und Nordosten, Bassanne im Osten, Pondaurat im Osten und Südosten, Savignac im Süden, Bieujac im Süden und Südwesten, Saint-Loubert und Saint-Pardon-de-Conques im Westen sowie Saint-Pierre-d’Aurillac im Nordwesten.

## Gliederung
| Ortsteil                            | ehemaliger INSEE-Code | Fläche (km²) | Einwohnerzahl (2022) |
| ----------------------------------- | --------------------- | ------------ | -------------------- |
| Castets-en-Dorthe (Verwaltungssitz) | 33106                 | 8,69         | 1.251                |
| Castillon-de-Castets                | 33107                 | 4,47         | .0288                |

## Sehenswürdigkeiten

### Castets-en-Dorthe
- Kirche Saint Romain, aus dem 12. Jahrhundert im Ort Mazérac (Monument historique)[2]
- Kirche Saint-Louis
- Château du Hamel, Schloss aus dem 14. Jahrhundert (Monument historique)[3]

### Castillon-de-Castets
- Kirche Saint-Pierre
- Schloss Le Carpia aus dem 15./16. Jahrhundert, seit 2004 Monument historique

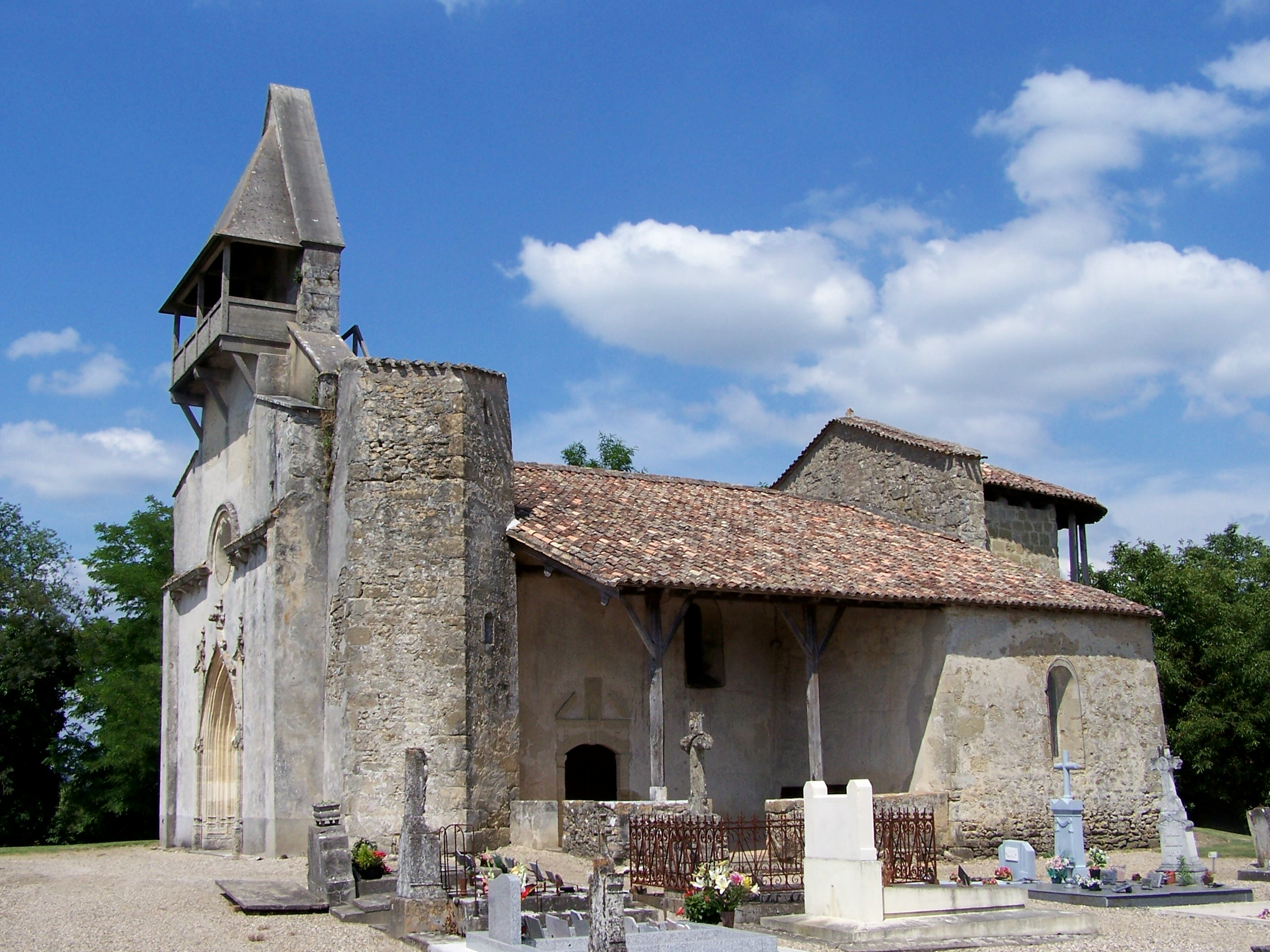
Kirche Saint-Romain in Mazérac
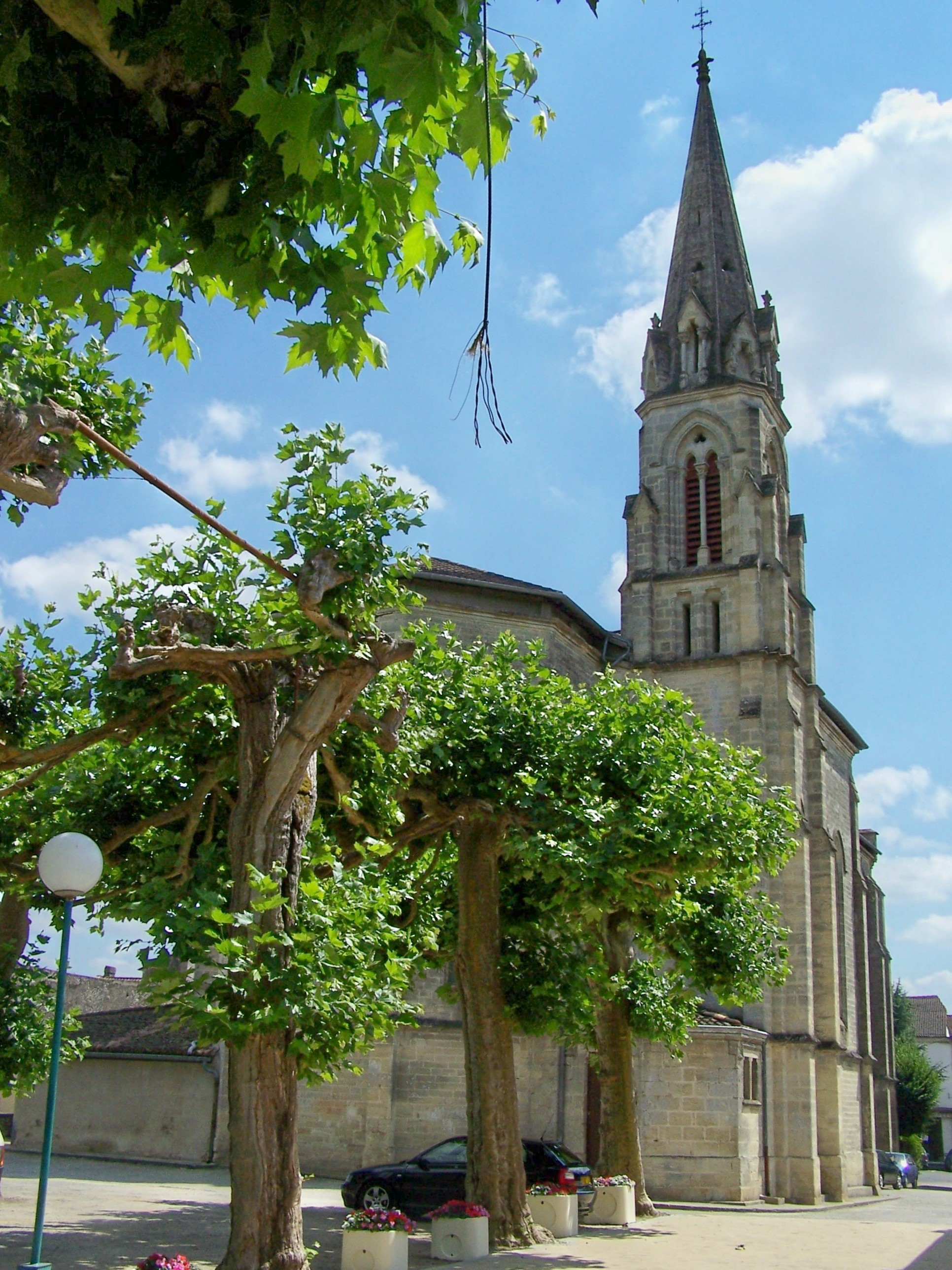
Kirche Saint-Louis in Castets
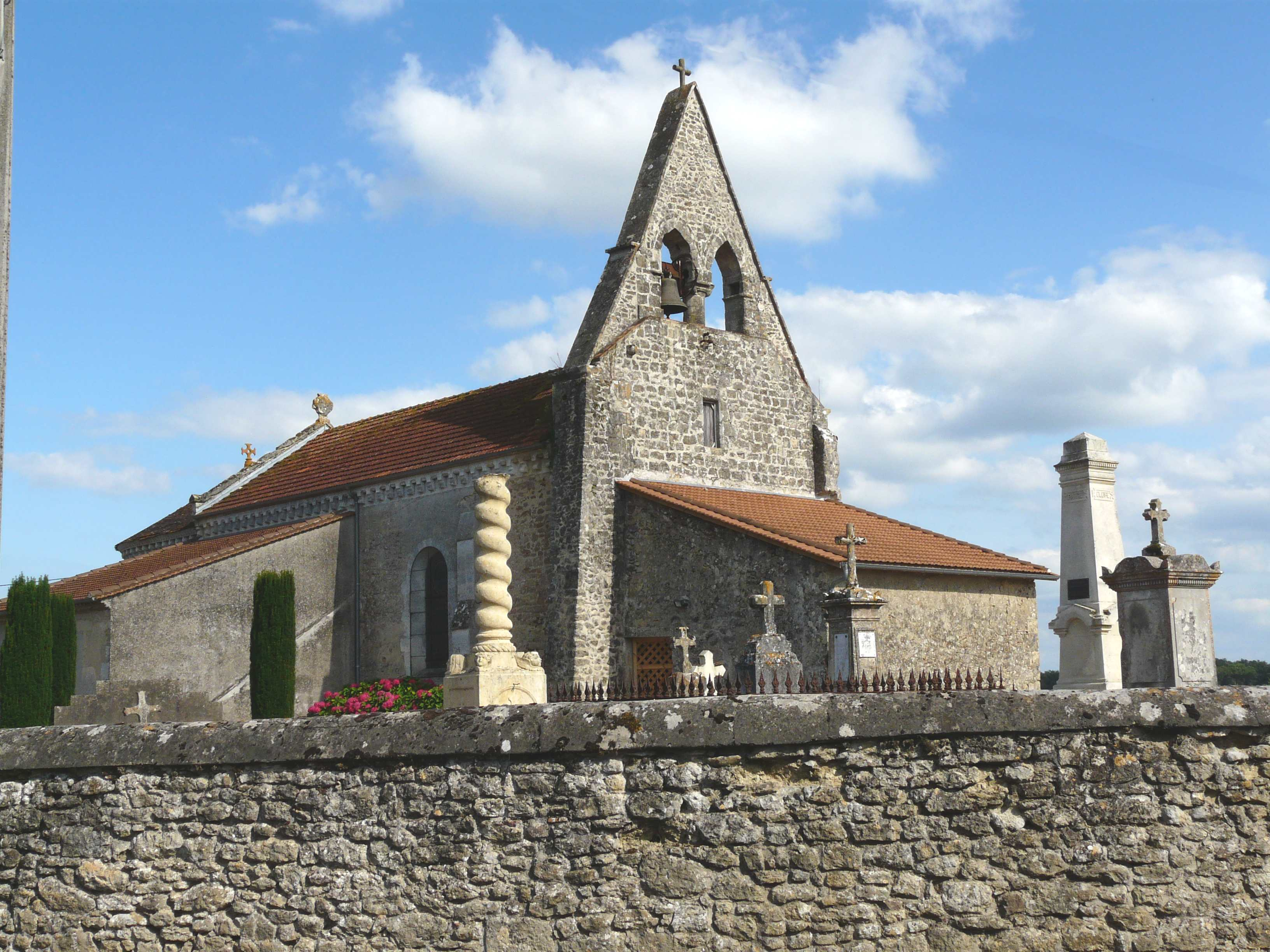
Kirche Saint-Pierre in  Castillon
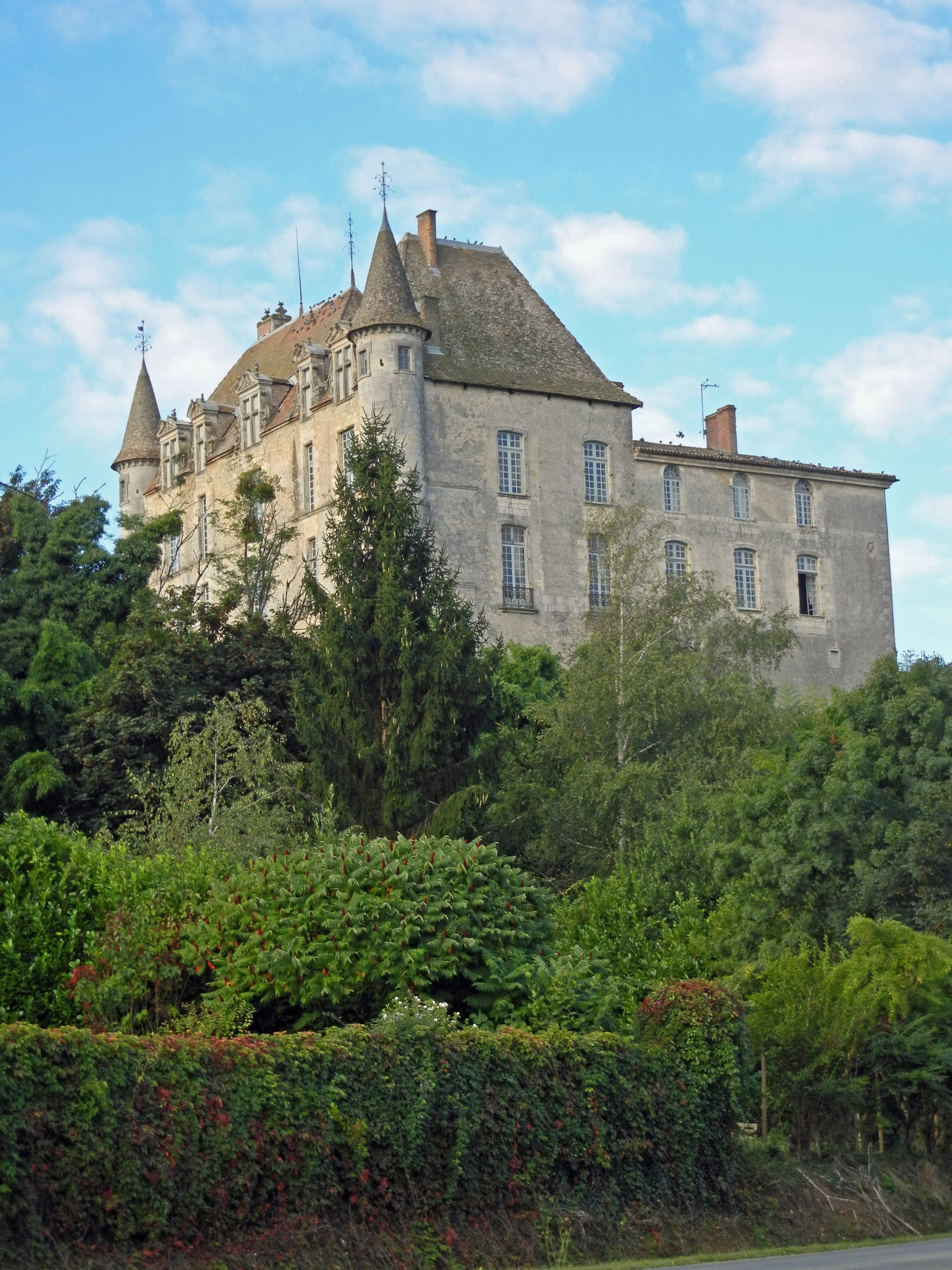
Château du Hamel in Castets